# Rito celta
O termo "Rito celta" é aplicado aos vários ritos litúrgicos usados no Cristianismo celta na Grã-Bretanha, Irlanda e Bretanha e aos mosteiros fundados por São Columbano e São Cataldo na França, Alemanha, Suíça e Itália durante a Alta Idade Média. O termo não pretende implicar homogeneidade; em vez disso, é usado para descrever uma gama diversificada de práticas litúrgicas unidas por linhagem e geografia.

## A Igreja britânica

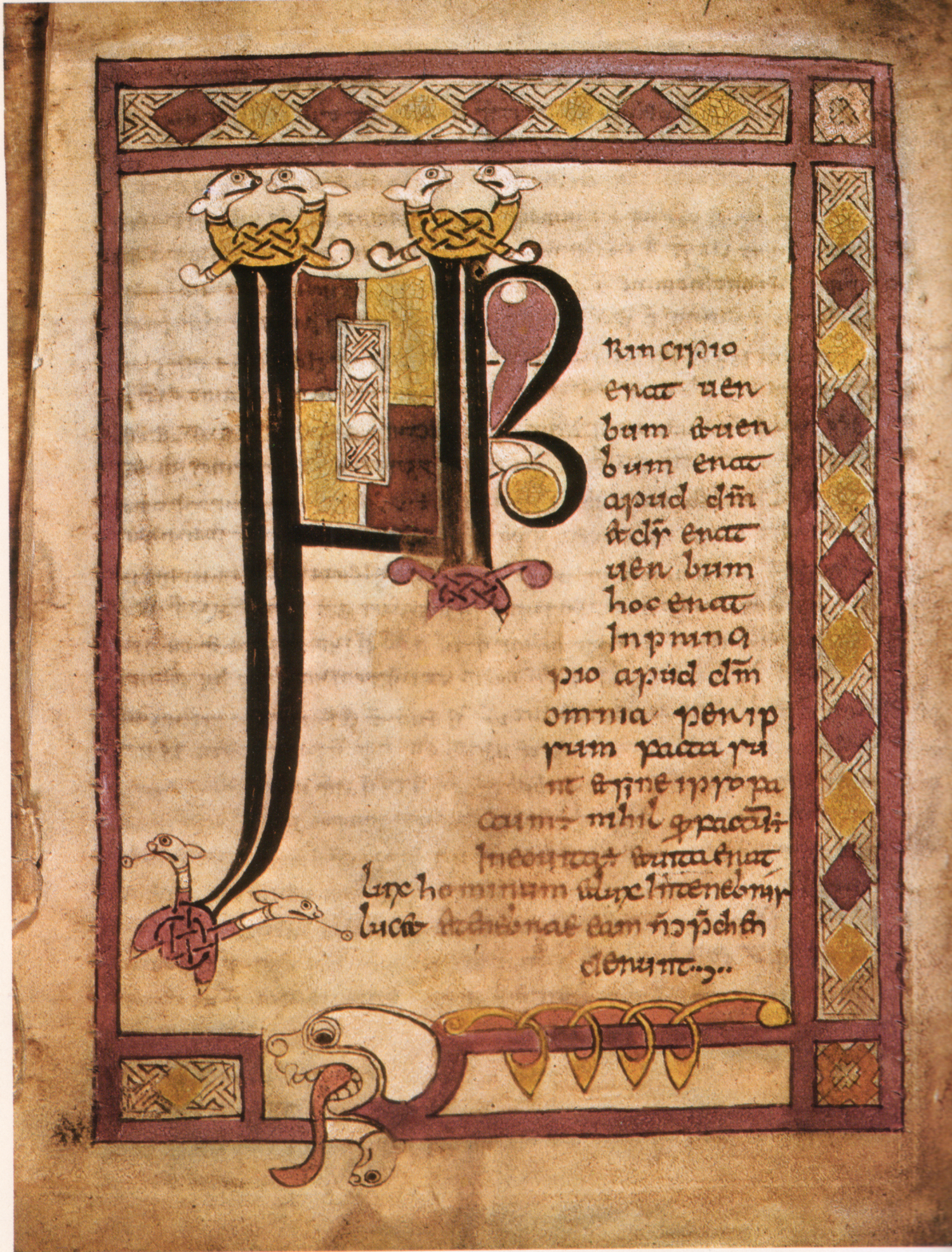
Primeira página do Missal Stowe, composto na Irlanda no final do século VIII.

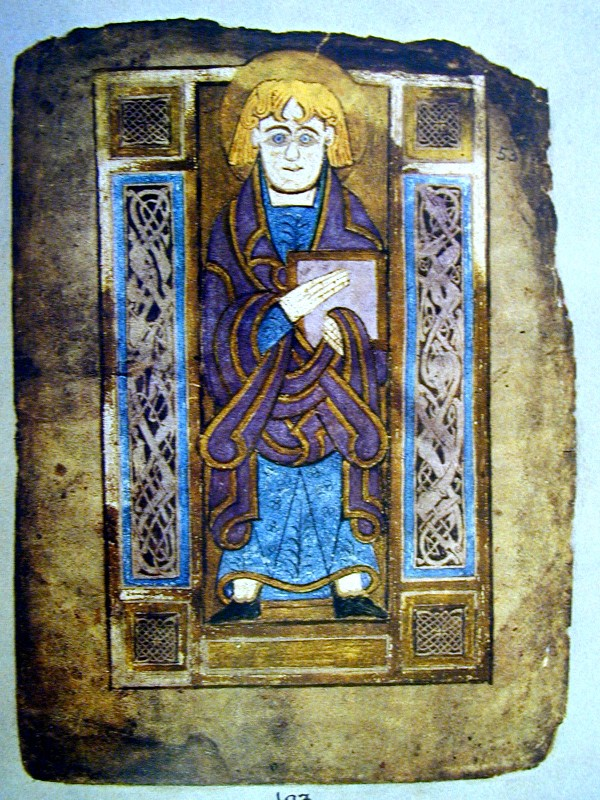
Fólio 193 do Livro de Mulling.

Antes do século VIII d.C., havia vários ritos cristãos na Europa Ocidental. Tal diversidade de práticas era frequentemente considerada sem importância, desde que a primazia de Roma fosse aceita. Gradualmente, a diversidade tendia a diminuir, de modo que, na época da fusão final no período carolíngio, o Rito Romano, sua variante ambrosiana e o Rito moçárabe hispano-galicano eram praticamente tudo o que restava.
Bispos britânicos participaram do Concílio de Arles em 314 d.C. e do Concílio de Rimini em 359. A comunicação com a Gália pode ser inferida das dedicatórias a São Martinho em Whithorn e em Canterbury, da missão de Vitricio de Rouen em 396 e daquelas de Germano de Auxerre, com São Lupo em 429 e com São Severo em 447, dirigidas contra o pelagianismo do qual os bispos da Grã-Bretanha eram acusados.
No entanto, grande parte da Grã-Bretanha derivou sua religião de missionários irlandeses. Edano de Lindisfarne, Foilano, Diuma, Finano de Lindisfarne, Jarumano e outros evangelizaram os anglo-saxões. Ia da Cornualha e seus companheiros, São Pirão, São Seneno, Petroco vieram para a Cornualha e provavelmente trouxeram com eles quaisquer ritos aos quais estavam acostumados. A Cornualha teve uma disputa eclesiástica com Wessex nos dias de São Adelmo, que aparece no Missal de Leofrico, embora os detalhes dela não sejam especificados.
Os pontos certos de diferença entre a Igreja Britânica e a Romana antes de Beda eram: (1) A regra de guardar a Páscoa (2) a tonsura (3) a maneira de batizar. Gildas também registra elementos de um rito diferente de ordenação.

### Liturgia
Há uma missa, provavelmente do século IX, aparentemente córnica, pois menciona "Ecclesia Lanaledensis" (talvez São Germano na Cornualha, embora este também fosse o nome bretão de Aleth, agora parte de Saint-Malo) e em homenagem a São Germano. É bastante romana no tipo, provavelmente escrita depois que parte da Cornualha ficou sob influência saxônica, mas com um prefácio próprio único. O manuscrito também contém glosas, consideradas pelo professor Loth como galesas, mas possivelmente córnicas ou bretãs. Há pouca outra evidência sobre qual liturgia estava em uso.
Anglicanos do século XIX, como Sir William Palmer em sua Origines Liturgicae e o Bispo de Chichester em sua História do Livro de Orações Inglês, propuseram que Irineu, um discípulo de São Policarpo, discípulo de São João, o Divino, trouxe o Rito efésio para a Provença, de onde se espalhou pela Gália até a Grã-Bretanha e se tornou a base do Rito sarum.
A origem efésina do Rito galicano repousava primeiro sobre uma declaração de Colmano de Lindisfarne em 664 no Sínodo de Whitby a respeito da origem da Páscoa e segundo sobre um escritor irlandês do século VIII que derivou o ofício divino de Alexandria. O arcebispo Nuttall também afirmou a origem oriental do rito irlandês. A Enciclopédia Católica discordou, afirmando (veja também Rito ambrosiano) que o Rito sarum é "meramente uma variedade local do Romano, e que a influência do Rito galicano sobre ele não é maior do que sobre qualquer outra variedade Romana".
Uma carta do Papa Zacarias a São Bonifácio (1 de maio de 748, relata que um sínodo inglês proibiu qualquer batismo, exceto em nome da Trindade e declarou que quem omite o Nome de qualquer Pessoa da Trindade não batiza verdadeiramente. Henry Spelman e Wilkins colocam este sínodo em Londres em 603, a época de Santo Agostinho, enquanto Mansi faz sua data no primeiro ano de Teodoro de Tarso, 668. A possibilidade de padres, presumivelmente irlandeses, terem sido batizados de forma inválida foi considerada no "Poenitentiale Theodori" (Lib. II, cap. iii, 13), e no cap. ix do mesmo livro, após ordenar a reordenação daqueles ordenados por bispos escoceses e britânicos "que não são católicos em sua Páscoa e tonsura" e a aspersão de igrejas consagradas por eles. Foi conjecturado que a Igreja Britânica se assemelhava à hispânica no batismo com uma única imersão. Essa forma foi permitida por Roma no caso da Península Ibérica.